# Aphanostigma piri
Phylloxéra du poirier
Espèce
Aphanostigma piri, le phylloxéra du poirier, est une espèce d'insectes hémiptères, de la famille des phylloxéridés (pucerons).

## Description
Ce puceron nain, holocyclique, passe par les phases suivantes :
- Femelles virginipares[Note 2] et sexupares piriformes, blanchâtres à jaune citron, longues de 0,8 à 1 mm, avec des pièces buccales piqueuses-suceuses bien développées.
- Sexués, plus petits (0,5 mm), ovoïdes, dépourvus de pièces buccales.
  - œufs des sexupares jaune-vert.
  - œufs d'hiver de diamètre 0,3 mm.

Ce Phylloxéra s'attaque essentiellement au Poirier. Au Portugal, les variétés les plus sensibles sont Passe-Crassane, Doyenné du Comice, Alexandrine Douillard et Rocha, tandis que Bon-Chrétien Williams et Docteur Guyot sont résistantes.
- Cycle complet : de l'œuf d'hiver naît une virginipare, qui est à l'origine de plusieurs générations de femelles identiques. 
Les sexupares apparaissent en septembre : ils pondent des œufs mâles et des œufs femelles dont sont issus les sexués. Ces derniers, après accouplement, engendrent les œufs d'hiver.
Au Portugal, le cycle ne se déroule peut-être pas de façon complète tous les ans. Dans certaines régions, l'œuf d'hiver n'apparaît pas : c'est alors une femelle virginipare qui hiverne.

## Dégâts
- En août, les sexupares s'abritent dans la cavité pistillaire, futur œil des poires, surtout chez les variétés où cette cavité ne se ferme pas complètement. 
La prise de nourriture par ces femelles entraîne la formation de larges plages noires, un symptôme appelé "Cul noir" ou "Nécrose de l'œil" et qui ressemble assez à une attaque précoce de Botrytis cinerea.
- De telles taches peuvent apparaître à d'autres endroits du fruit, par exemple, où une feuille est demeurée en contact avec le fruit, et, exceptionnellement près du pédoncule.
- La valeur commerciale des fruits atteints peut être réduite communément de 50 à 60%.
- Les dégâts apparaissent soit pendant le mûrissement, soit pendant le stockage au froid en même temps que des pourritures des denrées.

Ce Phylloxéra est endémique dans les principales régions de culture du Poirier au Portugal, où le climat se caractérise par des étés humides et tempérés et des hivers doux.
En France, l'espèce a été signalée pour la 1re fois à Montauban en 1945. Le ravageur s'est depuis considérablement répandu. Les dégâts sont localement très importants.